# Cratere Lyman
Lyman è un cratere lunare di 83,25 km situato nella parte sud-occidentale della faccia nascosta della Luna.